# Шустово (Вологодская область)
Шустово — деревня в Устюженском районе Вологодской области.
Входит в состав Устюженского сельского поселения, с точки зрения административно-территориального деления — в Устюженский сельсовет.
Расстояние по автодороге до районного центра Устюжны — 7 км. Ближайшие населённые пункты — Дементьево, Кормовесово, Обухово.
Население по данным переписи 2002 года — 6 человек.
В деревне расположен памятник архитектуры амбар.
17 декабря 1910 года здесь родился известный советский партийный и государственный деятель Николай Гаврилович Корытков.